# Retículo endoplasmático rugoso

1. Núcleo;
2. Poro nuclear;
3. Retículo endoplasmático rugoso (RER);
4. Retículo endoplasmático liso (REL);
5. Ribosoma en el RE;
6. Proteínas transportadas;
7. Vesículas de transporte;
8. Aparato de Golgi;
9. Cara cis del aparato de Golgi;
10. Cara trans del aparato de Golgi;
11. Cisterna del aparato de Golgi.

El retículo endoplasmático rugoso (RER), también llamado retículo endoplasmático granular o ergastoplasma, es un orgánulo de la célula que se encarga del transporte y síntesis de las proteínas ya sean de secreción o de membrana. Existen retículos solo en las células eucariotas. En las células nerviosas es también conocido como cuerpos de Nissl. El término rugoso se refiere a la apariencia de este orgánulo en las microfotografías electrónicas, la cual es resultado de la presencia de múltiples ribosomas en su superficie. El retículo endoplasmático rugoso está ubicado junto a la envoltura nuclear y se une a la misma de manera que puedan introducirse los ácidos ribonucleicos mensajeros (ARNm) que contienen la información para la síntesis de proteínas. Está constituido por una  serie de membranas que en su pared exterior presentan ribosomas adheridos.

## Estructura
El término rugoso en este sector del retículo endoplasmático, se refiere a la apariencia de este orgánulo en las micrografías electrónicas, la cual es resultado de la presencia de ribosomas, adheridos a la superficie de su membrana del lado del citoplasma. 
La luz o lumen de sus cisternas presenta continuidad con la luz del espacio intermembranoso nuclear llamado cisterna perinuclear. Asimismo tiene continuidad física con la luz del retículo endoplasmático liso.

## Función
El retículo endoplasmático rugoso participa en la síntesis de todas las proteínas que deben empacarse o trasladarse a la membrana plasmática o de la membrana de algún orgánulo. También lleva a cabo modificaciones postraduccionales de estas proteínas, entre ellas sulfonación, plegamiento y glicosilación. Además, los lípidos y proteínas integrales de todas las membranas de la célula son elaboradas por el RER en la membrana plasmatica. Entre las enzimas producidas, se encuentran las lipasas, las fosfatasas, las ADNasas, las hidrolasas, y otras.
En su interior se realiza la circulación de sustancias que no se liberan al citoplasma.

## Síntesis y translocación de proteínas
Para la síntesis y translocación de proteínas, es imprescindible la presencia de una partícula reconocedora de la señal (PRS), que está formada por seis polipéptidos pequeños, que son (P9, P14, P19, P54, P68 y P72) y un ARN citoplasmático pequeño (ARNsrp). Esta señal inhibe la síntesis proteica para que la proteína se libere solo en el retículo endoplásmico rugoso y no en el citoplasma.[cita requerida]
El receptor tiene un hueco para que entre la señal y, además, se une al receptor del retículo para que el conjunto de ribosomas quede fijo a él.

### Síntesis: hipótesis de la señal
Todas las proteínas empiezan a sintetizarse en los ribosomas. Si van a ir al retículo endoplásmico rugoso, lo primero que se sintetiza es la señal. Las (PRS) se unen y van tirando de esos ribosomas, dirigiéndolos hacia el receptor de la partícula y parando la síntesis de la proteína. La SRP es reconocida por una proteína receptora de la SRP que está en la membrana del retículo. Se marcha la SRP y una vez ida continúa la síntesis de la proteína anteriormente paralizada. Conforme se va sintetizando va entrando al retículo a través de una proteína translocadora, que es una proteína de membrana. Cuando entra la proteína, el péptido señal es eliminado por una peptidasa que está en la cavidad del retículo. Conforme la proteína va entrando, se le van uniendo unas chaperonas que ayudan a su correcto plegamiento. En la luz del retículo hay disulfuromerasa que rompe puentes disulfuro erróneos. Cualquier proteína cuya primera parte sea este péptido señal sufrirá este proceso.[cita requerida]

### Translocación
El translocador es una proteína integral de la membrana que forma un canal para que la proteína que se está sintetizando entre en la cisterna. Otras proteínas integrales de la membrana del retículo endoplásmico rugoso ayudan a que se pueda hacer la translocación (Complejo Sec 61, 62, 63, 71, 72). También intervienen chaperonas hsp 70.[cita requerida]
- Proteínas integrales: la parte que entra en el retículo endoplásmico rugoso se separa de la molécula señal gracias a la peptidasa señal.

### Formación de la proteína funcional
- Plegamiento: la cadena se pliega gracias a la ayuda de las chaperonas
- Glucosilación: recibe hidratos de carbono
- Hidroxilación: recibe grupos hidroxilo
- Fosforilación: recibe grupos fosfato[cita requerida]

A veces se asocian varias cadenas de aminoácidos. A todas se les añade el mismo polisacárido (dolicol) y el mismo aminoácido (asparagina), que se une a través de un doble enlace fosfato al dolicol, y con esa energía se une a la asparagina. Posteriormente se encuentran con varias enzimas, como la manodasa, que le quitan NINGUNA[cita requerida]

## Control de calidad del retículo endoplásmico
El retículo endoplásmico tiene una función especial que detecta proteínas mal plegadas para, ya sea, repararlas o degradarlas. El proceso empieza cuando la proteína mal plegada es detectada por una enzima: la glucosiltransferasa. Esta le agrega una glucosa a la cadena de oligosacáridos que tiene la proteína. La glucosa es reconocida por una chaperona que se llama calnexina que la regresa para que sea bien plegada. Esto ocurre varias veces, si el problema no es corregido se dirige al proteosoma, cuya función es degradar proteínas. Allí actúan una gran cantidad de enzimas proteolíticas, de los que salen moléculas de aminoácidos que se pueden volver a utilizar para sintetizar una proteína bien plegada.
Cuando el número de proteínas mal plegadas se sale de control la célula utiliza mecanismos alternativos para controlar la situación. La célula al detectar un número elevado de proteínas mal plegadas dimeriza unos sensores proteicos transmembranales del retículo endoplásmico que contienen unas chaperonas llamadas BiP. Cuando los sensores se dimerizan liberan a los BiP que ayudan al plegamiento de las proteínas mal plegadas que se encuentran en el interior del retículo endoplásmico. El dominio citosólico de estos sensores se libera de igual manera al dimerizarse activando factores de transcripción en el núcleo para producir proteínas que ayuden al desestrezamiento del retículo endoplásmico

## Diferenciación del retículo endoplasmático rugoso
La diferenciación del retículo endoplasmático rugoso está relacionada con el tipo de célula. En las células secretoras, existen numerosas cadenas de retículo endoplasmático rugoso en paralelo, con una distancia mínima para poder sintetizar muchas vesículas de secreción.
En las neuronas aparecen los cuerpos de Nissl, que son cisternas muy separadas, habiendo entre ellas gran cantidad de ribosomas libres para dar proteínas a todas las prolongaciones. Algunas neuronas casi no sintetizan proteínas.
En las células plasmáticas, el retículo endoplasmático rugoso se encuentra dilatado para poder sintetizar proteínas y liberarlas, pero estas no se almacenan en forma de gránulo secretor, sino dentro del propio retículo. Cuando se recibe la señal, las proteínas se liberan.